# Allbeteiligungsklausel
Die Allbeteiligungsklausel (clausula si omnes) ist eine in Artikel 24 der Genfer Konvention von 1906 sowie Artikel 2 der Konvention zur Haager Landkriegsordnung und den meisten anderen Haager Abkommen von 1899 und 1907 enthaltene Regel. Sie besagt, dass diese Konventionen im Fall eines Krieges beziehungsweise bewaffneten Konflikts nur gelten sollen, wenn alle an diesem Konflikt beteiligten Staaten Vertragsparteien des jeweiligen Abkommens sind. Die Beteiligung eines Landes an diesem Konflikt, das der betreffenden Konvention nicht vor Beginn des Konflikts beigetreten ist, setze also auch die Gültigkeit des Abkommens für alle anderen beteiligten Staaten außer Kraft.

## Historische Relevanz
Ziel der Allbeteiligungsklausel war die Verhinderung von einseitigen Vorteilen aufgrund einer zweigeteilten Rechtslage hinsichtlich der Gültigkeit des humanitären Völkerrechts im Kriegsfall. Eine solche Situation hätte beispielsweise entstehen können durch die Beteiligung eines kleineren Landes, das nicht Vertragspartei der genannten Abkommen gewesen wäre. Die mit diesem Land verbündeten Mächte hätten dann die Streitkräfte dieses Landes für Handlungen einsetzen können, die ihnen selbst als Vertragsparteien dieser Abkommen durch deren Regeln verboten gewesen wären. Angesichts der Erfahrungen mit den Kriegen der damaligen Zeit, an denen in der Regel zwei Konfliktparteien mit nur wenigen Staaten auf beiden Seiten teilnahmen, galt die Allbeteiligungsklausel deshalb als sinnvolle Regelung. Sie erwies sich jedoch in der Folgezeit als problematisch in Kriegen, an denen wie in den beiden Weltkriegen eine große Zahl an Staaten beteiligt war.
Für die Haager Landkriegsordnung und die anderen Haager Abkommen führte die Allbeteiligungsklausel zu massiven Einschränkungen hinsichtlich ihrer Akzeptanz bei den kriegsführenden Mächten sowohl im Ersten als auch im Zweiten Weltkrieg. Gleichwohl wurde die Haager Landkriegsordnung in beiden Kriegen zum Teil freiwillig respektiert. Ihre Prinzipien galten bereits zur damaligen Zeit als Völkergewohnheitsrecht und demzufolge als bindend auch für Staaten, die nicht Vertragspartei waren. Für den Zweiten Weltkrieg wurde diese noch heute gültige Rechtsauffassung durch ein Urteil des Internationalen Militärgerichtshofs von Nürnberg aus dem Jahr 1946 explizit bestätigt. Darüber hinaus sind eine Reihe von wichtigen Bestimmungen der Haager Landkriegsordnung als Teil der Genfer Abkommen von 1949 beziehungsweise der beiden Zusatzprotokolle von 1977 zu den Genfer Abkommen nicht mehr von der Allbeteiligungsklausel betroffen.
Für die Genfer Konvention, in welche die Allbeteiligungsklausel im Rahmen der Revision von 1906 aufgenommen worden war, wäre diese Regel während des Ersten Weltkrieges durch den Kriegseintritt Montenegros relevant gewesen. Es hat sich jedoch im Kriegsverlauf kein Land auf die Klausel berufen. In der überarbeiteten Genfer Verwundeten-Konvention von 1929 sowie der im gleichen Jahr neu abgeschlossenen Kriegsgefangenen-Konvention war die Klausel nicht mehr enthalten. Die derzeit gültigen Fassungen der Genfer Abkommen von 1949 enthalten in Artikel 2 explizit eine Regelung, die jede mit der Allbeteiligungsklausel vergleichbare Einschränkung der Gültigkeit ausschließt.